# Други шумадијски партизански одред
Други шумадијски народноослободилачки партизански (НОП) одред формиран је 7. јула 1941. године у околини Смедеревске Паланке.
Први командант одреда је био Богосав Марковић, а политички комесар Танасије Младеновић.
Одред су сачињавале четири чете: паланачка, орашка, ресавска и рачанска. Међутим већ почетком септембра 1941. године одред је нарастао на осам чета, пошто су биле формиране још и друга орашка, ресавска, моравска и азањска чета.
Други шумадијски одред био је надалеко познат по својим акцијама на комуникацији Београд-Ниш, Лапово-Крагујевац и Мала Крсна-Велика Плана, којима су пролазили возови крцати окупаторским трупама и ратним материјалом. За више од три месеца сваки ноћни саобраћај на свим релацијама био је обустављен, а ни дању није био сигуран услед сталних напада на железничке станице и сталног разарања пута.
Чувену акцију представља судар возова са немачким трупама код Багрдана, који су организовали партизани овог одреда. Затим разоружавање великог броја жандармеријских станица на територији лепеничког среза. Вешту акцију партизана Другог шумадијског одреда представља заплењивање локомотиве у Милошевцу, са којом су партизани дошли у Велико Орашје, извршили напад на недићевце и железничку станицу и локомотивом продужили даље.
Поред успешних акција на комуникацијама, Други шумадијски одред је ослбодио ноћу између 9. и 10. јула 1941. године Рачу Крагујевачку и извршио успешне нападе на Жабаре и Свилајнац. Лепенички срез, све до повлачења одреда на ужичку слободну територију, био је стално са Рачом у рукама партизана и представљао базу за ширење устанка у читавом овом крају. Од значајних борби са Немцима је и борба у Азањи, у којој су Немци само у мртвима имали 80 војника, више официра, а међу њима и заменик команданта у Смедеревској Паланци.
На дан 25. октобра 1941. године била је територија лепеничког среза нападнута са свих страна, од Лапова, Крагујевца, Палнке и Тополе, од стране Немаца, љотићеваца, четника и др. На свим местима партизани су примили борбу, а нарочито тешке и жестоке су биле борбе у Рачи, Вишевцу и другим местима. Непријатељ је био у огромној надмоћности, тако да су борци Другог шумадијског одреда морали да се повуку преко Јарушца за Рудник, а затим даље за Санџак и Босну.
После одласка Другог шумадијског одреда, на терену лепеничког среза остале су мање групе „теренаца“, које су вршиле мање акције и уливале страх непријатељу и домаћим издајницима.